# Sidlik István
Sidlik István, született: Schidlik (Nagytétény, 1914. július 10. – Debrecen, 1987. augusztus 24.) labdarúgó, csatár, edző.

## Családja
Szülei Schidlik József kőművessegéd és Kujcsik Anna.

## Pályafutása
A Budafoki MTE csapatában kezdte a labdarúgást. Később szerepelt a Diósgyőri VTK-ban, a Perecesi TK-ban, majd a Debreceni VSC-ben, ahol 1950-ig játszott többnyire balszélsőként. 1939. szeptember 1-től 1939. november 30-ig vezetőedzője is volt.